# Сан-Роман (Армамар)
Сан-Роман (порт. São Romão) — район (фрегезия) в Португалии, входит в округ Визеу. Является составной частью муниципалитета Армамар. По старому административному делению входил в провинцию Траз-уж-Монтиш и Алту-Дору. Входит в экономико-статистический субрегион Доуру, который входит в Северный регион. Население составляет 233 человека на 2001 год. Занимает площадь 2,97 км².